# Roguelike

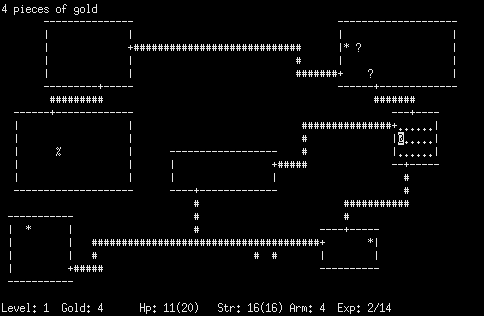
Un calabós generat procedimentalment al videojoc de 1980 Rogue, el joc pel qual rep el nom del gènere roguelike.

Els videojocs roguelike són videojocs per a ordinador generalment ambientats en masmorres bidimensionals, que la major part són amb text simple o "gràfics" ASCII. Molts substitueixen el limitat sistema de caràcters ASCII per imatges que contenen més caràcters. El nom d'aquest gènere de videojocs prové del nom del seu precursor: Rogue (1980), de fet "Roguelike" significa "tal com Rogue".

## Descripció
Tradicionalment, l'heroi és representat pel caràcter "@". Les lletres de l'abecedari indiquen personatges fictícis, normalment monstres enemics. El Rogue només utilitza lletres majúscules, però els roguelikes moderns utilitzen també les minúscules per representar un nombre major de monstres diferents. Es solen triar les inicials en anglès del monstre corresponent. Per exemple, la lletra "d" representa un gos (en anglès dog), mentre que la "D" representa un drac. A més a més, per a distingir encara més les diferents criatures un roguelike modern utilitza diferents colors. Per exemple, un drac vermell pot estar representat per una lletra "D" vermella, mentre que un drac blau pot estar indicat per una "D" blava, i cadascú tindrà les seves pròpies habilitats i exigirà una estratègia particular per part del jugador. A més a més, diversos videojocs roguelike moderns reuneixen amb un mateix caràcter a tipus de monstres, més que a un monstre específic; per exemple, la a (que abans podria representar solament a una formiga gegant) s'usa per representar a nombrosos insectes, diferenciats pel seu color i a través de l'ús de les comandes del joc. Coses com objectes i murs són indicats per altres gràfics ASCII (o ANSI). A continuació es mostra una presa de pantalla tradicional:
```
------
|....| ############ # Passadís il·luminat
|....| # # . Àrea il·luminada
|.$..+######## # $ Alguna cosa d'or
|....| # ---+--- + Porta
------ # |.....|
# |.!...| ! Poció màgica
# |.....|
# |..@..| @ Aventurer
---- # |.....|
|..| #######+..D..| D Drac
|<.+### # |.....| < Escales que comuniquen amb el nivell anterior
---- # # |.?...| ? Pergamí màgic
###### -------
```

El jugador controla al seu personatge mitjançant instruccions curtes que consisteixen a prémer una o poques tecles en lloc d'haver d'utilitzar el ratolí (encara que algunes interfícies permeten l'ús d'aquest dispositiu) o teclejar comandes llargues. Les instruccions també solen consistir en la inicial en anglès del que es vol fer, per exemple, al NetHack el jugador teclejaria "r" (read) per llegir un pergamí, "d" (drop) per deixar anar un objecte i "q" (quaff) per beure una poció.
Els videojocs roguelike es caracteritzen per tenir nivells de masmorra generats de forma al·leatòria, el que els dona una major varietat que els videojocs en què sempre apareixen els mateixos nivells. Molts tenen alguns nivells estàtics, que solen ser nivells especials o un nivell únic (com pot ser-ho el nivell situat per sobre de les masmorres).
L'aspecte (color) dels objectes màgics també canvia al·leatòriament d'una partida a la següent. Els videojocs roguelike solen tenir un sistema de combat per torns en lloc d'un sistema de combat en temps real. Diablo és gairebé l'únic en l'ús del temps real. Existeix una gran varietat entre els diferents jocs quant a l'aparença, instruccions, argument i estratègia.
La major part dels roguelike són jocs per un sol jugador. Això es deu sobretot a la tradició, però també a la dificultat d'estendre un sistema per torns perquè pugui haver diversos jugadors. No obstant això, existeixen alguns roguelike multijugador com el TomeNET i Crossfire, que es poden jugar en xarxa. A més, en els sistemes multijugador controlats per administradors i que incorporen certes mesures de seguretat, les taules de puntuacions solen ser compartides entre tots els jugadors que juguen amb les mateixes normes, sense possibilitat de fer trampes, canviant la partida o els arxius en els que es guardin les dades de la partida guardada. Alguns fins i tot permeten que les restes d'antics jugadors apareguin en les partides d'altres com fantasmes o marques lapidàries.
Per tradició, en aquests jocs "la mort és final". Un cop el personatge ha mort, s'espera que el jugador torni a començar des del principi. Els roguelike solen incorporar alguna forma de gravar la partida, però això només està pensat perquè una partida pugui durar diverses sessions. L'arxiu de la partida guardada s'esborra automàticament un cop el personatge jugador queda eliminat. Una persona amb habilitats podrà ser capaç d'evitar aquest mecanisme i tornar a la partida guardada després de l'eliminació, però això sol ser considerat un deshonor (o una truc o trampa). Alguns jocs incorporen el que es coneix com el "mode mac" (wizard mode), que permet explorar la masmorra sense por a eliminar-se, però de nou no és possible guanyar de forma honrada utilitzant un mecanisme així, ja que aquest mode de joc s'utilitza normalment per a depuracions del programa.
Hi ha molts comunitats dedicades als videojocs roguelike, per exemple rec.games.roguelike a Usenet (anglès)

## Llista de videojocsroguelike
- 3059 (roguelike futurístic amb música i so)
- Ancient Domains of Mystery (ADOM)
- Alphaman
- Angband (amb més de 60 variants)
- Avanor
- Castle of the Winds
- Crossfire
- Doom, el RogueLike (DoomRL) Roguelike en el món de Doom, creat per Kornel Kisielewicz
- DROD (Deadly Rooms of Death)
- Dungeon Crawl (o simplement "Crawl")
- DungeonDoom (Modificació del Doom3 a l'estil Roguelike)
- GearHead (un mecha-Roguelike)
- Hack
- Hengband (Variant d'Angband molt modificada)
- Heroic Adventure! (o "HA!")
- Iter Vehemens ad Necem (IVAN)
- Larn
- The Minstrel's Song
- Mazzembly 1997
- Moria
- NetHack (un descendent de Hack)
- Omega
- Ragnarok
- Rogue
- The Legend of Saladir (o "Saladir")
- Troubles of Middle Earth (ToME)
- Tower of Doom (o només "TOD")
- Tyrant (un roguelike gràfic en JAVA)
- Slash'EM ("Super Lotsa Added Stuff Hack - Extended Magic", una variant de NetHack molt famosa)
- UnReal World (URW)
- Zangband (Variant d'Angband molt modificada)
- Zapm